# Wendebach-Stausee
Der Wendebach-Stausee ist ein Stausee mit zwei Erddämmen, der in Südniedersachsen im Landkreis Göttingen etwa 8 km südlich von Göttingen und 2 km östlich von Niedernjesa liegt. Der 1973 angestaute See diente lange dem Hochwasserschutz. Da er im Falle bedeutender Hochwasserereignisse nicht sicher war, wurden seine Dämme in den Jahren 2014 und 2015 erniedrigt. Nach dem Umbau vom Stausee zum Badesee wurde der See am 7. Juni 2016 als Badesee freigegeben. Der Stausee und sein Umfeld haben die Funktion eines Naherholungsgebietes.

## Beschreibung

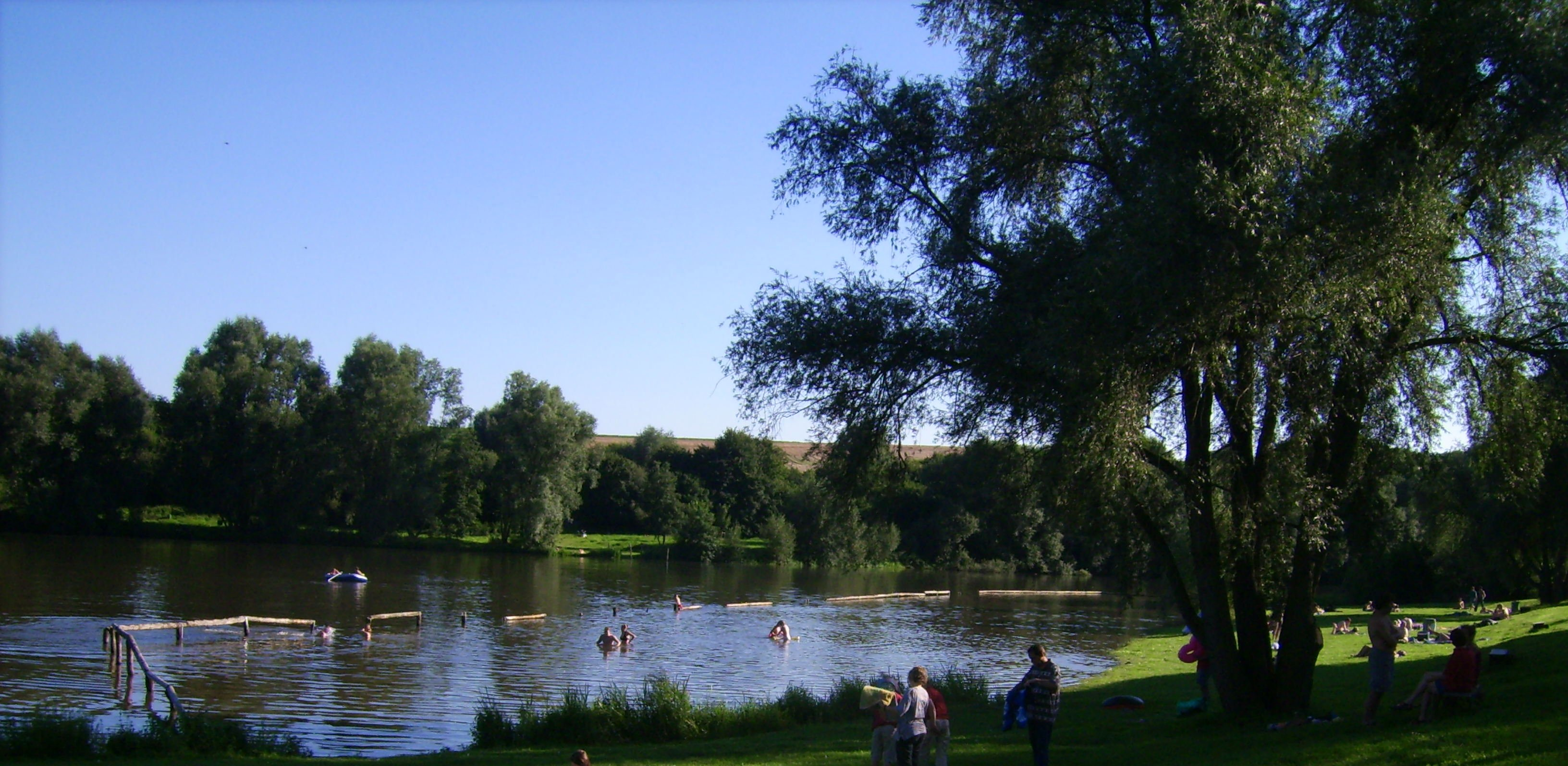
Wendebachstausee mit Liegewiesenbereich am Nordostufer, 2007

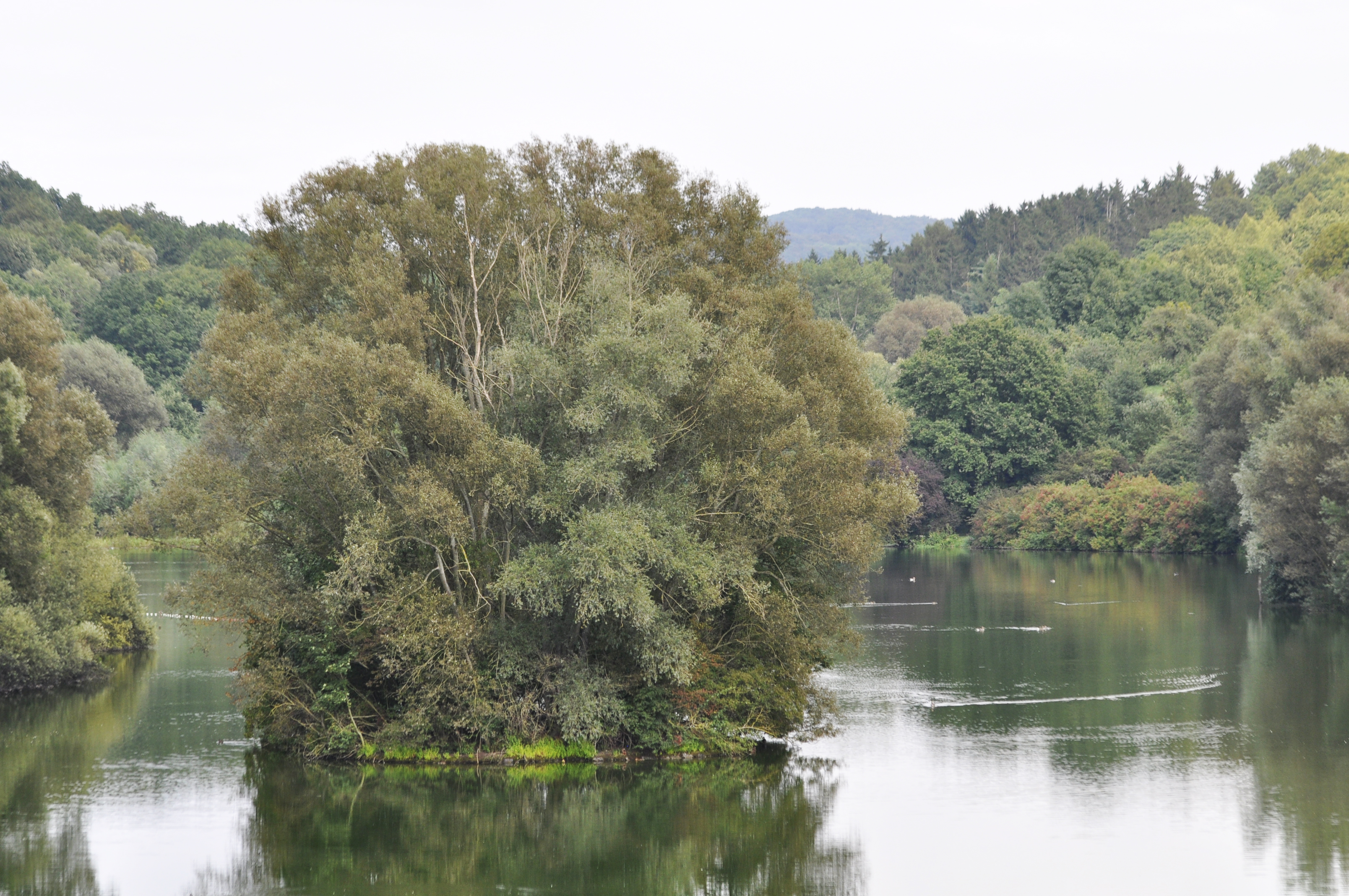
Insel im See als Naturschutzgebiet, vom Staudamm aus gesehen

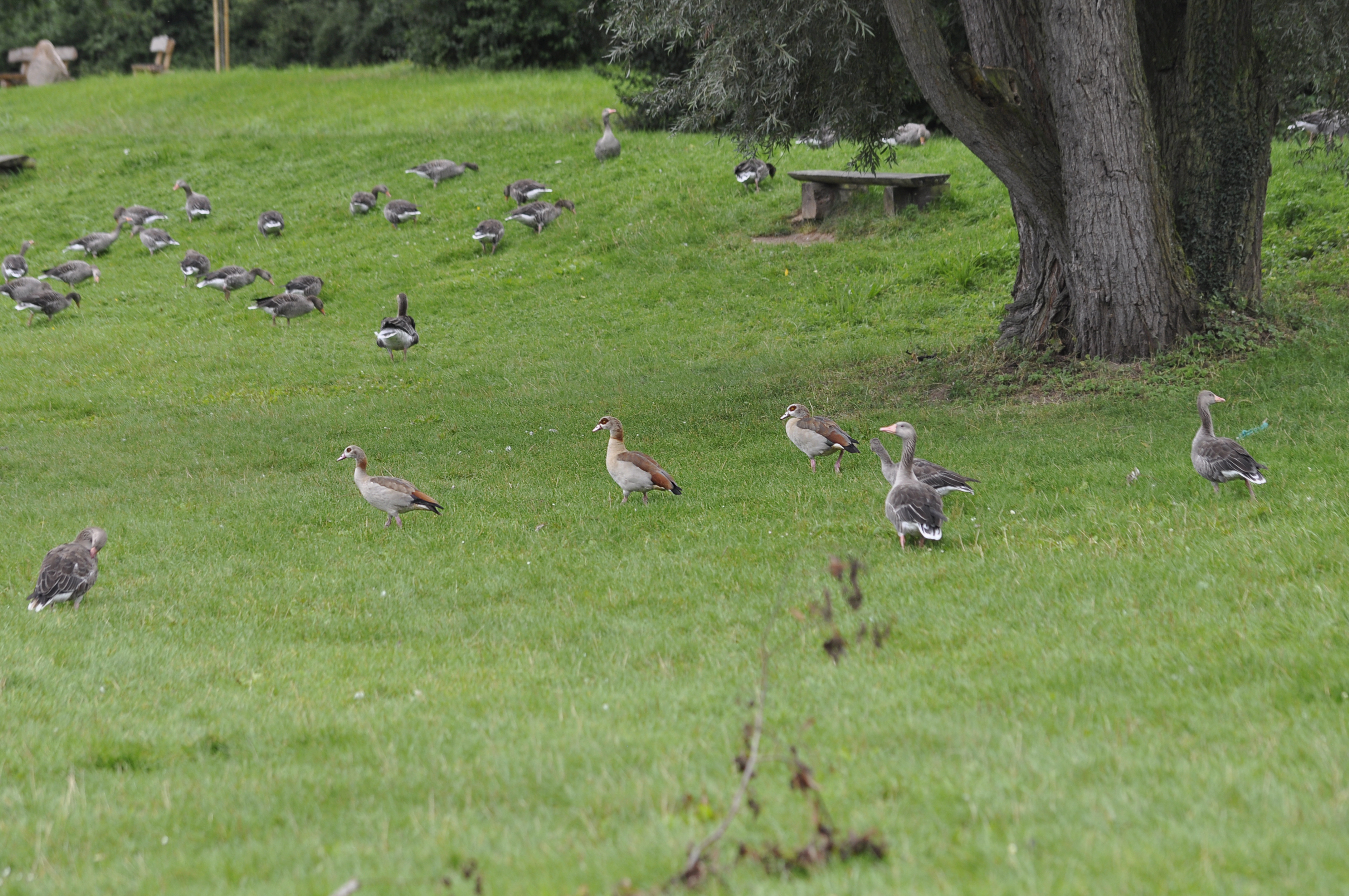
Graugänse und Nilgänse grasen auf der Liegewiese

Der Wendebach entspringt bei Bremke an der Grenze zu Thüringen und mündet südlich von Niedernjesa in die Leine. Sein Einzugsgebiet ist 36 km² groß. Aufgrund der Oberflächengestalt des Einzugsgebietes werden dem Wendebach bei Starkregenereignissen in kurzer Zeit erhebliche Wassermengen zugeführt. Das Rückhaltebecken sollte vor allem die Leine entlasten und zugleich als Sicherung der B 27 dienen, die 1956 durch Hochwasser weggerissen worden war.
Die Stauanlage staut seit 1973 den Wendebach, einen Zufluss der Leine. Sie liegt auf dem Gebiet der Gemeinden Gleichen und Friedland.
Der Staudamm steht im Eigentum des Landes Niedersachsen. Es handelt sich um eine landeseigene Anlage, die in der Zuständigkeit der Betriebsstelle Süd des Niedersächsischen Landesbetriebs für Wasserwirtschaft, Küsten- und Naturschutz (NLWKN) mit Sitz in Göttingen und Braunschweig liegt. Die Errichtung des Hochwasserrückhaltebeckens Wendebach war eine Baumaßnahme des Landes Niedersachsen und wurde von ihm finanziert. Für die Unterhaltung des entstandenen Stausees wurde ein Zweckverband unter Vorsitz des Landkreises Göttingen gegründet. Die angestaute Wasserfläche gehört zum Naherholungsbereich des Zweckverbandes Erholungspark Wendebach.
Den angestrebten Hochwasserschutz für die Bundesstraße 27 und den Ort Niedernjesa erreichte der Wendebachstausee nur teilweise, da seine beiden 15 Meter hohen Erddämme einer hohen Flutwelle nicht hätten standhalten können. Ihre Standsicherheit war trotz mehrfacher Sanierung nicht gewährleistet.
Der See dient auch der Naherholung. Er wurde durch einen Parkplatz und einen Rundweg erschlossen. Auf dem Gelände befinden sich verschiedenen Freizeiteinrichtungen, wie Informationstafeln, Spielwiesen, Grillplatz, Grillhütte, Toilette und eine DLRG-Wachstation. Während der Schulferien im Sommer und bei gutem Wetter wird der Badebereich des Sees von Rettungsschwimmern der DLRG beaufsichtigt. Im und am See kann man baden, Boot fahren, angeln und grillen. Häufig findet FKK und Nacktbaden statt, was toleriert wird. Der See wurde bislang im Winter regelmäßig entschlammt.

## Geschichte
Zum Schutz vor Hochwasser wurde auf Betreiben der damaligen Gemeinde Niedernjesa im Herbst 1967 oberhalb von Niedernjesa mit dem Bau des Rückhaltebeckens am Wendebach begonnen, nachdem Anfang 1964 der Planfeststellungsbeschluss ergangen war. Die Bauzeit dieses ersten Hochwasserrückhaltebeckens im Leinegebiet dauerte von 1970 bis 1973.
Das Hochwasserrückhaltebecken wurde mit einem Stauvolumen von 1,52 Millionen m³ errichtet. Die beiden Staudämme besaßen zusammen eine Dammoberkante von 260 m Länge, eine Höhe von 15 m und eine Krone von 5 m Breite. Die Entlastung erfolgte durch einen mit einem Schieberschacht regelbaren Grundablass im Zuge des Wendebaches selbst. Bei höherem Stau als 180 m ü. NHN sprang an der Nordseite des Beckens ein Überlauf an. Bei Hochwasser konnte der Wendebach auf einer Länge von 2 km, auf einer Breite von 400 m und auf einer Fläche von 28 ha angestaut werden. Die Oberfläche des Stausees lag dann auf einer Höhe von 180 m ü. NHN, und der Stausee fasste dann 1.520.000 m³ Wasser.
Am See richteten folgende Institutionen den Landschaftserlebnispfad Wendebach-Stausee ein:
- Landschaftspflegeverband Landkreis Göttingen e. V.
- Zweckverband Erholungspark Wendebach
- Regionales Umweltzentrum (RUZ) Reinhausen

Im Laufe des Erlebnispfades rund um den Stausee fanden sich vielfältige Lebensräume dicht nebeneinander. An verschiedenen Stationen im Gelände wurden markante Objekte errichtet, die in direktem Zusammenhang zu einem dieser Lebensräume stehen. Eine Insel inmitten des Sees war Nistplatz für Vögel und durfte nicht betreten werden.
Der „Zweckverband Erholungspark Wendebach“ wurde am 5. August 1974 gegründet. Am 1. Januar 2006 trat eine Neufassung der Verbandssatzung in Kraft, seitdem führt der Verband den Namen „Zweckverband Erholungsgebiet Wendebachstausee“. Träger des Zweckverbandes sind der Landkreis Göttingen sowie die Gemeinden Gleichen und Friedland, die je zu gleichen Teilen stimmberechtigt sind. Zu den Aufgaben gehören die Unterhaltung von Erholungseinrichtungen, der fremdenverkehrsfördernden Einrichtungen sowie die Pflege der Kulturlandschaft und der Lebensräume. Nach erfolgtem Umbau wird der Wendebachstausee komplett dem Zweckverband übertragen.

## Fertiggestellter Umbau des Wendebach-Stausees
Von dem durchgeführten Umbau des Wendebach-Stausees erwartet man mehr Sicherheit vor gefährlichen Überschwemmungen in der Region infolge eines Deichbruchs am Wendebach-Stausee. Seitdem ist die Gemeinde Friedland aber gezwungen, den von Hochwasser des Flusses Leine gefährdeten Ort Niedernjesa durch eigene Deiche zu schützen. Nach dem Umbau des Wendebach-Stausees sind die beiden Abschlussdämme in der Mitte etwa sieben Meter niedriger als vorher, der Wasserstand des Badesees liegt nach wie vor bei 4,65 Meter (gemessen an der Sperrstelle), und eine Hochwasserentlastungsanlage sorgt dafür, dass auch ein sehr großes und seltenes Jahrtausend-Hochwasser die Talsperre so sicher passieren kann, wie es die aktuellen technischen Regelwerke vorsehen, nach denen heute solche Anlagen wie der Wendebach-Stausee geplant, gebaut und betrieben werden.

### Vorgeschichte
Die beiden Erddämme waren undicht geworden und deshalb für den Hochwasserschutz nicht geeignet. Das Land Niedersachsen befürchtete, dass bei extremem Hochwasser die beiden Erddämme brechen und die Hochwasserflut den Ort Niedernjesa sowie die Bundesstraße 27 zerstören könnten.
Das Land plante den Rückbau des Stausees, weil er seine geplante Staufunktion nicht erfüllte und bei Hochwasser Gefahr bestand. Dieses Vorhaben war vor allem wegen der Erholungsbedeutung des Sees vor Ort umstritten. Die Bedenken gegen den Rückbau des Stausees waren bis 2010 ausgeräumt.

### Realisierte Umbaupläne
Anfang Juli 2011 bestätigte Niedersachsens Umweltminister Hans-Heinrich Sander bei einer Ortsbesichtigung, dass der Wendebachstausee als Naturparadies und Naherholungsgebiet erhalten bleibe und dass der Haushaltsausschuss des Landtages die erforderlichen 5,5 Millionen Euro für den Umbau freigegeben habe. Der See werde im Badebereich für 180.000 Euro entschlammt, und das Land Niedersachsen trage die jährlichen Unterhaltungskosten von 26 .000 Euro. Der 15 Meter hohe Damm werde auf sieben Meter gekappt, und in der Mitte bekomme er eine neue Überlaufrinne, die bei Starkregen so viel Wasser durchlasse, dass der Damm halte, Unterlieger aber nicht gefährdet würden. Die Hochwasserentlastungsanlage solle dafür sorgen, dass ein Jahrtausend-Hochwasser gefahrlos den Stausee passieren kann. Sander war sich allerdings „nicht ganz sicher, ob in den 5,5 Millionen auch ein besserer Hochwasserschutz für Niedernjesa mit drin ist“.

### Fertiggestellter Umbau zum Badesee und Freigabe als Badesee
Anfang Oktober 2014 ließen Mitarbeiter des Niedersächsischen Landesbetriebs für Wasserwirtschaft, Küsten- und Naturschutz (NLWKN) über die beiden Staudämme den Seeinhalt mit 130.000 Kubikmeter Wasser ab. Muscheln und Fische wurden vom Sportangelklub Göttingen in andere Gewässer umgesetzt. Danach wird der See für den Badebetrieb entschlammt.
Im Juni 2015 erneuerte der Zweckverband gemeinsam mit der Gemeinnützigen Arbeitsförderungsgesellschaft GAB zum Preis von 42.600 Euro den Badesteg und die Brücke über den Wendebach am Rundweg des Sees. Aus LEADER-Mitteln gab es einen Zuschuss für den Badesteg.
Die Abschlussdämme wurden um rund sieben Meter abgetragen und mit einer neuen Hochwasserentlastungsanlage versehen, die geeignet ist, ein sogenanntes Jahrtausendhochwasser abzuführen; gleichzeitig wurde die bisherige Hochwasserentlastungsanlage verfüllt.
Für die Entschlammung stellte das Land Niedersachsen 180.000 Euro zur Verfügung. Das reichte nur für den Badebereich und die angrenzenden Bereiche.
Im Januar und Februar 2016 wurde der Stausee bis zu der ursprüngliche Dauerstauhöhe von 171 Metern über Normal-Null (4,65 Meter Wassertiefe an der Sperrstelle) befüllt. Schnell fanden die Amphibien wieder von sich aus in ihr angestammtes Laichgewässer am Wendebach-Stausee zurück. Fische und Muscheln wurden danach in Abstimmung mit Fischereifachleuten neu besetzt. Am 7. Juni 2016 wurde der See als Badesee wieder freigegeben.

## Windparkpläne
Der Wendebach-Stausee liegt im Brut- und Schutzgebiet des Rotmilan. Nordöstlich des Wendebachstausees ist auf dem Wüster Berg der Bau von fünf Windenergieanlagen vorgesehen. Es liegt ein Gutachten über die Aktivitäten des Rotmilans in dem Bereich der vorgesehenen Windenergieanlagen vor.
Südlich des Wendebachstausees befindet sich ein Gebiet in der Größe von 24,42 ha (einschließlich des Landschaftsschutzgebietes (LSG) im Norden), auf dem drei bis vier Windenergieanlagen gebaut werden könnten.